# Listy národných učiteľov
A Listy národných učiteľov (Nemzeti tanítók lapja) szlovák nyelven megjelenő pedagógiai szaklap volt a Magyar Királyságban. A Vallás- és Közoktatási Minisztérium kiadásában jelent meg 1868 és 1873 között Budán. A szaklap rendszeresen közölte a népiskolai szlovák tankönyvek jegyzékét.